# ركوب الأمواج والعشب

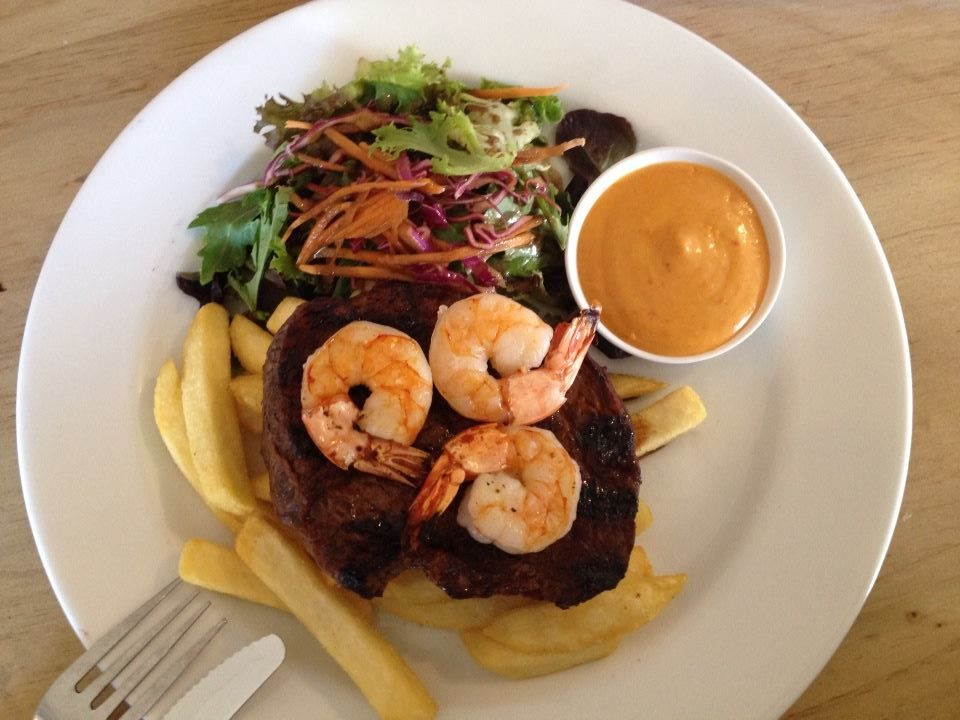
ستيك وثلاث روبيان ، يقدم مع مايونيز حار ، سلطة جانبية وبطاطا مقلية

ركوب الأمواج والعشب، بالإنجليزية: Surf and Turf أو Surf 'n' Turf؛ هو طبق رئيسي يجمع بين المأكولات البحرية واللحوم الحمراء،  من المأكولات البحرية الشائع استخدامها مع هذا الطبق: جراد البحر (إما الذيل أو جراد البحر الكامل )، أو القريدس، أو الجمبري، أو الحبار أو المحار المروحي؛ حيث يمكن طهي أي منها بالبخار، أو شوياً أو حتى قليها بالبقسماط. عادة ما يكون اللحم المستخدم مع هذا الطبخ عبارة عن شريحة لحم بقري، ولكن يمكن استخدام أنواع أخرى. العنصر الأساسي لهذا الطبق هو ذيل جراد البحر والسمك الفيليه.
يتم تقديم «ركوب الأمواج والعشب» عادة في مطاعم اللحوم في الولايات المتحدة، وكندا، والمملكة المتحدة، وأستراليا.

## أصل الكلمة
لا يمكن الجزم من أين نشأ اسم الطبق بالتحديد. ولكن يمكن القول أن أقدم استشهاد معروف للاسم كان عام 1961، في لوس أنجلوس تايمز .

## التاريخ
في أواخر القرن التاسع عشر في أمريكا، كان الجمع بين أجزاء كبيرة من جراد البحر وشرائح اللحم أمراً شائعاً في «مطاعم العرض» المعروفة باسم: «قصور الكركند»، والتي كان يفضلها الأثرياء الجدد، أو «حديثو النعمة» "arrivistes"، ولكن سرعان ما أصبح هذا التصرف غير عصري بحلول عشرينيات القرن الماضي، واستعاد شعبيته فقط في أوائل الستينيات.
ظهر طبق ركوب الأمواج والعشب في عام 1962 في مطعم Eye of the Needle، وهو مطعم "دوار" يوجد في أعلى طابق في Space Needle أو إبرة الفضاء في سياتل، واشنطن.
غالبًا ما يُنظر إلى طبق ركوب الأمواج والعشب على أنه رمز «للمطبخ الأوروبي» للطبقة الوسطى في الستينيات والسبعينيات،  مع سرطان البحر (المجمد) وشرائح اللحم كبديل للطبقة الوسطى.

## أنواع أخرى
وهناك نوع آخر: برجر ركوب الأمواج والعشب؛ والذي يتم تحضيره باللحم البقري المفروم وأنواع مختلفة من المأكولات البحرية مثل سرطان البحر، أو الجمبري، أو السلطعون.

## سمعة
كثيراً ما يشار إلى ركوب الأمواج والعشب على أنه مثال للاستهلاك التفاخري والمبالغة غير المبررة؛ حيث أنه يجمع بين نوعين من الأطعمة باهظة الثمن والتي لا تعتبر عادةً مكملة: